# Austrocypraea
Austrocypraea is een geslacht van weekdieren uit de klasse van de Gastropoda (slakken).

## Soorten
- Austrocypraea contusa (McCoy, 1877) †
- Austrocypraea reevei (G. B. Sowerby I, 1832)